# Coryphaenoides dossenus
Coryphaenoides dossenus es una especie de pez de la familia Macrouridae en el orden de los Gadiformes.

## Hábitat
Es un pez de aguas profundas que vive entre 908-910 m de profundidad.

## Distribución geográfica
Se encuentra al suroeste del Pacífico.